# День Ади Лавлейс

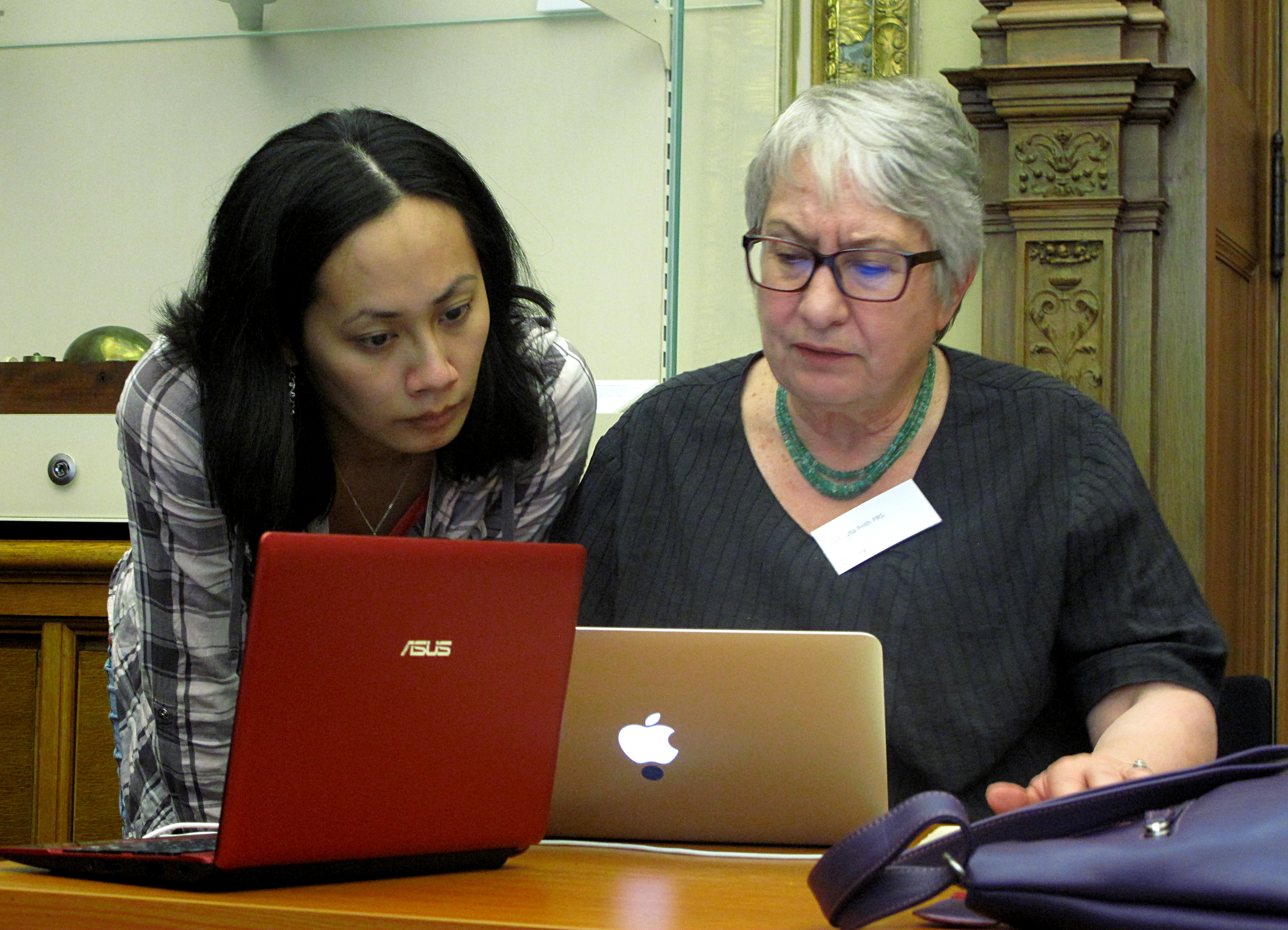
Учасники Ута Фріт і Кеті Чан на заході до Дня Ади Лавлейс, спонсорованому Wikimedia UK у 2012 році

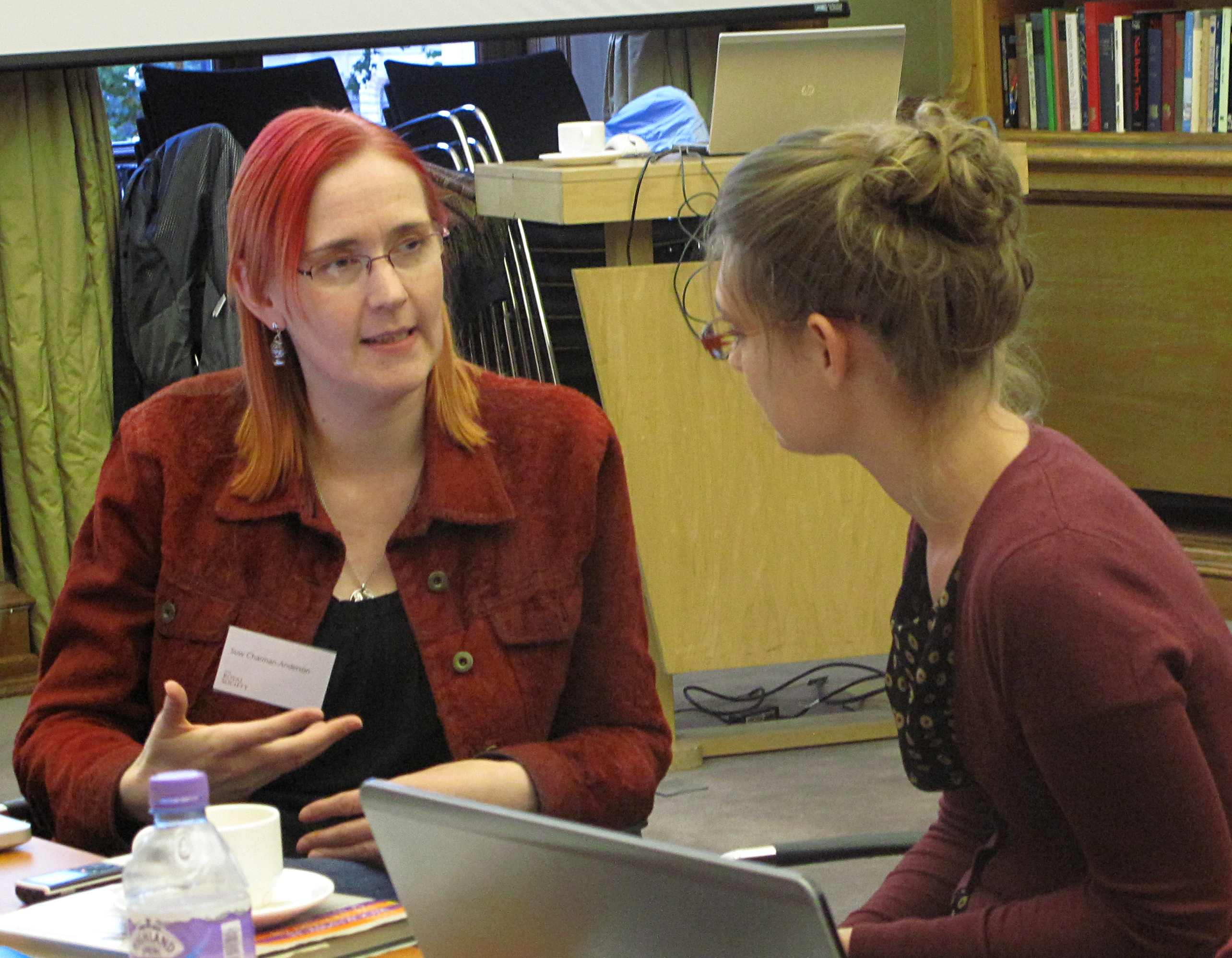
Сув Шарман-Андерсон, засновниця Ada Lovelace Day, на заході в 2012 році

День Ади Лавлейс — це щорічний захід, який проводиться у другий вівторок жовтня, щоб відзначити та підвищити обізнаність про внесок жінок у галузі STEM. Він названий на честь математикині та першопроходиці інформатики Ади Лавлейс. Уперше був проведений у 2009 році і з тих пір став багатонаціональним заходом із конференціями.

## Історія
Цей день був заснований у Сполученому Королівстві у 2009 році журналісткою Сув Шарман-Андерсон у другий вівторок жовтня для підвищення обізнаності про внесок жінок у галузі науки, технологій, інженерії та математики (STEM).
Щорічний головний захід у День Ади Лавлейс в Англії організовує заснована нею організація Finding Ada. У 2022 році Шарман-Андерсон оголосила про припинення проведення цих заходів через брак підтримки, однак Королівський інститут втрутився з фінансуванням, оскільки це узгоджується з їхньою місією об'єднувати вчених і громадськість.
За час свого існування День Ади Лавлейс став міжнародним за масштабом, різні заходи організовують зокрема музеї, професійні товариства, університети, коледжі і середні школи. День Ади Лавлейс входить до періоду жовтня-листопада, коли зазвичай проводять заходи, присвячені жінкам у STEM, серед яких вікімарафони онлайн і наживо, панельні дискусії, кінопокази тощо.